# Pseudodiopsis bipunctipennis
Pseudodiopsis bipunctipennis är en tvåvingeart som först beskrevs av Senior-white 1922.  Pseudodiopsis bipunctipennis ingår i släktet Pseudodiopsis och familjen Diopsidae.
Artens utbredningsområde är Sri Lanka. Inga underarter finns listade i Catalogue of Life.